# Gamasellus shongweniensis
Gamasellus shongweniensis är en spindeldjursart som först beskrevs av Ryke 1962.  Gamasellus shongweniensis ingår i släktet Gamasellus och familjen Ologamasidae. Inga underarter finns listade i Catalogue of Life.